# Frankrijk op de Olympische Zomerspelen 1984
Frankrijk nam deel aan de Olympische Zomerspelen 1984 in Los Angeles, Verenigde Staten. Het land won in totaal achtentwintig medailles, waarvan vijf gouden.

## Medailleoverzicht
| Sport            | Olympiër(s) | Onderdeel                | Medaille |
| ---------------- | --- | ------------------------ | -------- |
| Atletiek         | Pierre Quinon | polsstokhoogspringen (m) | Goud     |
| Schermen         | Philippe Boisse | degen (m)                |          |
| Schermen         | Jean-François Lamour | sabel (m)                |          |
| Schietsport      | Philippe Hébérle | 10m luchtgeweer (m)      |          |
| Voetbal          | William Ayache Michel Bibard Michel Bensoussan Dominique Bijotat François Brisson Patrick Cubaynes Patrice Garande Philippe Jeannol Guy Lacombe Jean-Claude Lemoult Jean-Philippe Rohr Albert Rust Didier Sénac Jean-Christophe Thouvenel José Touré Daniel Xuereb Jean-Louis Zanon | mannen                   |          |
| Atletiek         | Joseph Mahmoud | 3000m steeplechase (m)   | Zilver   |
| Judo             | Angelo Parisi | +95kg (m)                |          |
| Kanovaren        | Bernard Brégeon Patrick Lefoulon | K-2 1000m (m)            |          |
| Schermen         | Philippe Boisse Jean-Michel Henry Olivier Lenglet Philippe Riboud Michel Salesse | degen team (m)           |          |
| Schermen         | Philippe Delrieu Franck Ducheix Hervé Granger-Veyron Pierre Guichot Jean-François Lamour | sabel team (m)           |          |
| Schietsport      | Michel Bury | 50m geweer liggend (m)   |          |
| Zwemmen          | Frédéric Delcourt | 200m rugslag (m)         |          |
| Atletiek         | Thierry Vigneron | polsstokhoogspringen (m) | Brons    |
| Atletiek         | Michèle Chardonnet | 100m horden (v)          |          |
| Boksen           | Christophe Tiozzo | -71kg (m)                |          |
| Gymnastiek       | Philippe Vatuone | vloer (m)                |          |
| Judo             | Marc Alexandre | -65kg (m)                |          |
| Judo             | Michel Nowak | -78kg (m)                |          |
| Kanovaren        | Didier Hoyer Eric Renaud | C-2 1000m (m)            |          |
| Kanovaren        | Bernard Brégeon | K-1 500m (m)             |          |
| Kanovaren        | François Barouh Philippe Boccara Pascal Boucherit Didier Vavasseur | K-4 1000m (m)            |          |
| Moderne vijfkamp | Didier Boube Joël Bouzou Paul Four | team                     |          |
| Schermen         | Philippe Riboud | degen (m)                |          |
| Schermen         | Marc Cerboni Patrick Groc Pascal Jolyot Philippe Omnès Frédéric Pietruszka | floret team (m)          |          |
| Schermen         | Véronique Brouquier Brigitte Gaudin-Latrille Pascale Hachin-Trinquet Anne Meygret Laurence Modaine | floret team (v)          |          |
| Wielersport      | Fabrice Colas | tijdrit (m)              |          |
| Zeilen           | Thierry Peponnet Luc Pillot | 470                      |          |
| Zwemmen          | Catherine Poirot | 100m schoolslag (m)      |          |

## Deelnemers en resultaten per onderdeel

### Atletiek
| Olympiër                                                                | Onderdeel                | Resultaat | Prestatie                                                                                            |
| ----------------------------------------------------------------------- | ------------------------ | --------- | --- |
| Marc Gasparoni                                                          | 100m (m)                 | 11e       | serie 2: 4de in 10,47 kwartfinale 3: 3de in 10,56 halve finale 1: 7de in 10,49                       |
| Bruno Marie-Rose                                                        | 100m (m)                 | 29e       | serie 7: 3de in 10,59 kwartfinale 1: 6de in 10,60                                                    |
| Antoine Richard                                                         | 100m (m)                 | 20e       | serie 6: 2de in 10,35 kwartfinale 4: 6de in 10,53                                                    |
| Patrick Barré                                                           | 200m (m)                 | 18e       | serie 5: 1ste in 20,88 kwartfinale 1: 6de in 20,95                                                   |
| Jean-Jacques Boussemart                                                 | 200m (m)                 | 6e        | serie 9: 2de in 20,82 kwartfinale 3: 2de in 20,54 halve finale 1: 4de in 20,55 finale: 6de in 20,55  |
| Aldo Canti                                                              | 400m (m)                 | 11e       | serie 6: 2de in 46,14 kwartfinale 2: 4de in 45,64 halve finale 1: 5de in 45,59                       |
| Hector Llatser                                                          | 400m (m)                 | 47e       | serie 4: 6de in 47,30                                                                                |
| Yann Quentrec                                                           | 400m (m)                 | 39e       | serie 9: 4de in 46,94                                                                                |
| Philippe Dupont                                                         | 800m (m)                 | 30e       | serie 4: 3de in 1.48,09 kwartfinale 4: 8ste in 1.48,95                                               |
| Alex Gonzalez                                                           | 1500m (m)                | 27e       | serie 4: 5de in 3.42,84                                                                              |
| Pascal Thiébaut                                                         | 1500m (m)                | 19e       | serie 2: 1ste in 3.45,18 halve finale 1: 9de in 3.40,96                                              |
| Stéphane Caristan                                                       | 110m horden (m)          | 6e        | serie 4: 2de in 13,45 halve finale 1: 3de in 13,62 finale: 6de in 13,71                              |
| Franck Chevallier                                                       | 110m horden (m)          | 18e       | serie 2: 5de in 14,32                                                                                |
| Gérard Brunel                                                           | 400m horden (m)          | 26e       | serie 1: 6de in 50,99                                                                                |
| Franck Jonot                                                            | 400m horden (m)          | 33e       | serie 3: 5de in 51,39                                                                                |
| Pascal Debacker                                                         | 3000m steeplechase (m)   | 8e        | serie 1: 6de in 8.30,35 halve finale 1: 2de in 8.20,34 finale: 8ste in 8.21,51                       |
| Joseph Mahmoud                                                          | 3000m steeplechase (m)   | Zilver    | serie 2: 3de in 8.30,85 halve finale 2: 5de in 8.18,62 finale: 2de in 8.13,31                        |
| Antoine Richard Jean-Jacques Boussemart Marc Gasparoni Bruno Marie-Rose | 4x100m (m)               | 6e        | serie 1: 3de in 40,04 halve finale 2: 4de in 38,91 finale: 6de in 39,10                              |
| Yann Quentrec Didier Dubois Jacques Fellice Aldo Canti                  | 4x400m (m)               | 17e       | serie 2: 4de in 3.08,33                                                                              |
| Jacques Boxberger                                                       | marathon (m)             | 42e       | 2:22.00                                                                                              |
| Alain Lazare                                                            | marathon (m)             | 28e       | 2:17.52                                                                                              |
| Martial Fesselier                                                       | 20km snelwandelen (m)    | 20e       | 1:29.46                                                                                              |
| Gérard Lelièvre                                                         | 20km snelwandelen (m)    | 15e       | 1:27.50                                                                                              |
| Dominique Guebey                                                        | 50km snelwandelen (m)    | 12e       | 4:13.34                                                                                              |
| Gérard Lelièvre                                                         | 50km snelwandelen (m)    | DNF       | niet gefinisht                                                                                       |
| Franck Verzy                                                            | hoogspringen (m)         | 24e       | kwalificatie groep A: 14de met 2,15m                                                                 |
| Serge Ferreira                                                          | polsstokhoogspringen (m) | DNF       | kwalificatie groep A: 8ste met 5,30m finale: geen geldige poging                                     |
| Pierre Quinon                                                           | polsstokhoogspringen (m) | Goud      | kwalificatie groep A: 5de met 5,40m finale: 1ste met 5,75m                                           |
| Thierry Vigneron                                                        | polsstokhoogspringen (m) | Brons     | kwalificatie groep A: 1ste met 5,45m finale: 3de met 5,60m                                           |
| Jean-Paul Lakafia                                                       | speerwerpen (m)          | 12e       | kwalificatie groep A: 7de met 80,52m finale: 12de met 70,86m                                         |
| Walter Ciofani                                                          | kogelslingeren (m)       | 7e        | kwalificatie groep B: 4de met 73,10m finale: 7de met 73,46m                                          |
| William Motti                                                           | tienkamp (m)             | 5e        | 8266 punten                                                                                          |
|                                                                         |                          |           | |
| Rose-Aimée Bacoul                                                       | 100m (v)                 | 10e       | serie 1: 2de in 11,36 kwartfinale 2: 2de in 11,37 halve finale 2: 5de in 11,58                       |
| Liliane Gaschet                                                         | 100m (v)                 | 13e       | serie 4: 2de in 11,42 kwartfinale 1: 4de in 11,51 halve finale 1: 7de in 11,68                       |
| Marie-France Loval                                                      | 100m (v)                 | 12e       | serie 6: 3de in 11,51 kwartfinale 4: 3de in 11,56 halve finale 1: 6de in 11,64                       |
| Rose-Aimée Bacoul                                                       | 200m (v)                 | 7e        | serie 5: 2de in 23,11 kwartfinale 1: 1ste in 22,57 halve finale 2: 4de in 22,53 finale: 7de in 22,78 |
| Liliane Gaschet                                                         | 200m (v)                 | 8e        | serie 4: 3de in 23,32 kwartfinale 2: 2de in 22,87 halve finale 1: 4de in 22,73 finale: 8ste in 22,86 |
| Raymonde Naigre                                                         | 200m (v)                 | 18e       | serie 1: 3de in 23,50 kwartfinale 3: 5de in 23,54                                                    |
| Annette Sergent                                                         | 3000m (v)                | 21e       | serie 2: 7de in 9.15,82                                                                              |
| Michèle Chardonnet                                                      | 100m horden (v)          | Brons     | serie 1: 2de in 13,46 halve finale 2: 2de in 13,09 finale: 3de in 13,06                              |
| Laurence Elloy-Machabey                                                 | 100m horden (v)          | 19e       | serie 4: 5de in 13,98                                                                                |
| Marie-Noëlle Savigny                                                    | 100m horden (v)          | 6e        | serie 3: 3de in 13,36 halve finale 1: 3de in 13,30 finale: 6de in 13,28                              |
| Rose-Aimée Bacoul Liliane Gaschet Marie France Loval Raymonde Naigre    | 4x100m (v)               | 4e        | serie 1: 3de in 43,64 finale: 4de in 43,15                                                           |
| Maryse Ewanjé-Epée                                                      | hoogspringen (v)         | 4e        | kwalificatie groep A: 1ste met 1,90m finale: 4de met 1,94m                                           |
| Brigitte Rougeron                                                       | hoogspringen (v)         | 20e       | kwalificatie groep A: 12de met 1,84m                                                                 |
| Chantal Beaugeant                                                       | zevenkamp (v)            | DNF       | niet gefinisht                                                                                       |
| Florence Picaut                                                         | zevenkamp (v)            | 13e       | 5914 punten                                                                                          |

### Basketbal
| Olympiër | Onderdeel | Resultaat | Prestatie |
| --- | --------- | --------- | --- |
| Eric Beugnot Gregor Beugnot Patrick Cham Richard Dacoury Jean-Luc Deganis Hervé Dubuisson Bangaly Kaba Jacques Monclar Stéphane Ostrowski Jean-Michel Sénégal Philippe Szanyiel Georges Vestris | mannen    | 11e       | groep B: 6de V van Uruguay: 87-91 V van China: 83-85 V van Spanje: 82-97 V van Verenigde Staten: 62-120 V van Canada: 69-96 9-12de plek: V van Brazilië: 86-100 11-12de plek: W van Egypte: 102-78 |

| Groep B |                  |             |             |             |            |            |            |        |
| #       | Land             | Wedstrijden | Wedstrijden | Wedstrijden | Doelpunten | Doelpunten | Doelpunten | Punten |
| #       | Land             | G           | W           | V           | V          | T          | Saldo      | Punten |
| 1       | Verenigde Staten | 5           | 5           | 0           | 511        | 315        | +196       | 10     |
| 2       | Spanje           | 5           | 4           | 1           | 457        | 438        | +19        | 9      |
| 3       | Canada           | 5           | 3           | 2           | 462        | 401        | +61        | 8      |
| 4       | Uruguay          | 5           | 2           | 3           | 403        | 460        | -57        | 7      |
| 5       | China            | 5           | 1           | 4           | 364        | 477        | -113       | 6      |
| 6       | Frankrijk        | 5           | 0           | 5           | 383        | 489        | -106       | 5      |

| Ronde        | Datum       | Plaats           | Land   | Score     | Land |
| ------------ | ----------- | ---------------- | ------ | --------- | ---- |
| Groepsfase   |             |                  |        |           |      |
| 29 juli      | Los Angeles | Uruguay          | 91-87  | Frankrijk |      |
| 29 juli      | Los Angeles | China            | 85-83  | Frankrijk |      |
| 1 augustus   | Los Angeles | Frankrijk        | 82-97  | Spanje    |      |
| 3 augustus   | Los Angeles | Verenigde Staten | 120-62 | Frankrijk |      |
| 4 augustus   | Los Angeles | Canada           | 96-69  | Frankrijk |      |
| 9-12de plek  |             |                  |        |           |      |
| 5 augustus   | Los Angeles | Brazilië         | 100-86 | Frankrijk |      |
| 11-12de plek |             |                  |        |           |      |
| 9 augustus   | Los Angeles | Frankrijk        | 102-78 | Egypte    |      |

### Boksen
| Olympiër          | Onderdeel   | Resultaat | Prestatie |
| ----------------- | ----------- | --------- | --- |
| Louis Gomis       | -54kg (m)   | 9e        | 1ste ronde: vrij 2de ronde: W van FRG Gertel 3de ronde: V van ZIM Dube: 0-5                                                                                   |
| Jean Duarte       | -63,5kg (m) | 17e       | 1ste ronde: vrij 2de ronde: V van ROU Fulger: scheidsrechterlijke beslissing                                                                                  |
| Christophe Tiozzo | -71kg (m)   | Brons     | 1ste ronde: vrij 2de ronde: W van GHA Sadik: 5-0 3de ronde: W van UGA Byarugaba: 5-0 kwartfinale: W van SLE Cole: 5-0 halve finale: V van CAN O'Sullivan: 0-5 |
| Vincent Sarnelli  | -75kg (m)   | 9e        | 1ste ronde: vrij 2de ronde: V van ZAM Mwaba: knock-out |

### Boogschieten
| Olympiër       | Onderdeel       | Resultaat | Prestatie                                                                              |
| -------------- | --------------- | --------- | -------------------------------------------------------------------------------------- |
| Gerard Douis   | individueel (m) | 17e       | 1ste ronde: 19de met 1234 punten 2de ronde: 11de met 1251 punten totaal: 2485 punten   |
| Philippe Loyen | individueel (m) | 35e       | 1ste ronde: 36ste met 1206 punten 2de ronde: 34ste met 1205 punten totaal: 2411 punten |

### Gewichtheffen
| Olympiër              | Onderdeel  | Resultaat | Prestatie                                                       |
| --------------------- | ---------- | --------- | --------------------------------------------------------------- |
| Daniel Cassiau-Haurie | -90kg (m)  | 10e       | trekken: 9de met 137,5kg stoten: 10de met 170kg totaal: 307,5kg |
| Jean-Marie Kretz      | -110kg (m) | 8e        | trekken: 11de met 150kg stoten: 7de met 192,5kg totaal: 342,5kg |

### Judo
| Olympiër            | Onderdeel       | Resultaat | Prestatie |
| ------------------- | --------------- | --------- | --------- |
| Guy Delvingt        | -60kg (m)       | 5e        |           |
| Marc Alexandre      | -65kg (m)       | Brons     |           |
| Serge Dyot          | -71kg (m)       | 7e        |           |
| Michel Nowak        | -78kg (m)       | Brons     |           |
| Fabien Canu         | -86kg (m)       | 5e        |           |
| Roger Vachon        | -95kg (m)       | 18e       |           |
| Angelo Parisi       | +95kg (m)       | Zilver    |           |
| Laurent del Colombo | open klasse (m) | 5e        |           |

### Kanovaren
| Olympiër                                                           | Onderdeel     | Resultaat | Prestatie                                                                                                   |
| ------------------------------------------------------------------ | ------------- | --------- | --- |
| Philippe Renaud                                                    | C-1 500m (m)  | 4e        | serie 1: 4de in 2.07,90 herkansingen: 3de in 2.10,44 halve finale 1: 3de in 2.03,30 finale: 4de in 1.59,95  |
| Philippe Renaud                                                    | C-1 1000m (m) | DSQ       | serie 1: gediskwalificeerd                                                                                  |
| Didier Hoyer Eric Renaud                                           | C-2 500m (m)  | 4e        | serie 1: 2de in 1.50,04 finale: 4de in 1.47,72                                                              |
| Didier Hoyer Eric Renaud                                           | C-2 1000m (m) | Brons     | serie 2: 2de in 3.52,71 finale: 3de in 3.48,01                                                              |
| Bernard Brégeon                                                    | K-1 500m (m)  | Brons     | serie 3: 3de in 1.50,23 halve finale 2: 1ste in 1.48,80 finale: 3de in 1.48,41                              |
| Philippe Boccara                                                   | K-1 1000m (m) | 6e        | serie 1: 1ste in 3.53,51 halve finale 1: 1ste in 3.52,12 finale: 6de in 3.49,38                             |
| Francis Hervieu Daniel Legras                                      | K-2 500m (m)  | 6e        | serie 3: 2de in 1.37,97 halve finale 2: 3de in 1.36,79 finale: 6de in 1.36,40                               |
| Bernard Brégeon Patrick Lefoulon                                   | K-2 1000m (m) | Zilver    | serie 1: 4de in 3.31,60 herkansingen: 1ste in 3.40,88 halve finale 1: 3de in 3.32,25 finale: 2de in 3.25,97 |
| François Barouh Philippe Boccara Pascal Boucherit Didier Vavasseur | K-4 1000m (m) | Brons     | serie 2: 1ste in 3.06,57 halve finale 2: 1ste in 3.06,57 finale: 3de in 3.03,94                             |
|                                                                    |               |           | |
| Béatrice Basson                                                    | K-1 500m (v)  | 5e        | serie 2: 2de in 2.03,61 finale: 5de in 2.01,21                                                              |
| Bernadette Brégeon Cathérine Mathevon                              | K-2 500m (v)  | 6e        | serie 1: 2de in 1.53,61 finale: 6de in 1.51,40                                                              |

### Moderne vijfkamp
| Olympiër                           | Onderdeel   | Resultaat | Prestatie    |
| ---------------------------------- | ----------- | --------- | ------------ |
| Didier Boube                       | individueel | 10e       | 5186 punten  |
| Joel Bouzou                        | individueel | 17e       | 5092 punten  |
| Paul Four                          | individueel | 6e        | 5287 punten  |
| Didier Boube Joel Bouzou Paul Four | team        | Brons     | 15565 punten |

### Paardensport
| Olympiër                                                         | Onderdeel   | Resultaat | Prestatie                                                                                     |
| Dressuur                                                         | Dressuur    | Dressuur  | Dressuur                                                                                      |
| ---------------------------------------------------------------- | ----------- | --------- | --------------------------------------------------------------------------------------------- |
| Michel Bertraneu                                                 | individueel | DNF       | kwalificatie: niet gefinisht                                                                  |
| Dominique d'Esmé                                                 | individueel | 24e       | kwalificatie: 24ste met 1484 punten                                                           |
| Margit Otto-Crépin                                               | individueel | 18e       | kwalificatie: 18de met 1512 punten                                                            |
| Michel Bertraneu Dominique d'Esmé Margit Otto-Crépin             | team        | DNF       | niet gefinisht                                                                                |
| Eventing                                                         |             |           |                                                                                               |
| Armand Bigot                                                     | individueel | 20e       | 87,60 strafpunten                                                                             |
| Marie-Christine Duroy                                            | individueel | 17e       | 85,40 strafpunten                                                                             |
| Pascal Morvillers                                                | individueel | 5e        | 63 strafpunten                                                                                |
| Daniel Nion                                                      | individueel | 26e       | 115 strafpunten                                                                               |
| Armand Bigot Marie-Christine Duroy Pascal Morvillers Daniel Nion | team        | 4e        | 236 strafpunten                                                                               |
| Springconcours                                                   |             |           |                                                                                               |
| Frédéric Cottier                                                 | individueel | 7e        | 1ste ronde: 10de met 8 strafpunten 2de ronde: 2de met 4 strafpunten totaal: 12 strafpunten    |
| Pierre Durand, Jr.                                               | individueel | 14e       | 1ste ronde: 15de met 12 strafpunten 2de ronde: 10de met 8 strafpunten totaal: 20 strafpunten  |
| Philippe Rozier                                                  | individueel | 20e       | 1ste ronde: 25ste met 16 strafpunten 2de ronde: 10de met 8 strafpunten totaal: 24 strafpunten |
| Frédéric Cottier Pierre Durand, Jr. Eric Navet Philippe Rozier   | team        | 6e        | 49,75 strafpunten                                                                             |

### Roeien
| Olympiër | Onderdeel       | Resultaat | Prestatie |
| --- | --------------- | --------- | --- |
| Denis Gate | skiff (m)       | 12e       | serie 1: 5de in 7.41,22 herkansingen: 3de in 7.26,85 halve finale 2: 6de in 8.00,33 finale B: 6de in 7.37,82 |
| Charles Imbert Jean-Pierre Bremer Christophe Chevrier | twee-met (m)    | 9e        | serie 1: 5de in 7.32,20 herkansingen: 3de in 7.26,98 finale B: 3de in 7.32,48                                |
| Marc Boudoux Serge Fornara Pascal Body Pascal Dubosquelle | dubbel-vier (m) | 5e        | serie 2: 4de in 6.05,18 herkansingen: 1ste in 6.08,44 finale: 5de in 6.01,35                                 |
| Alain Duprat Dominique Lecointe Thierry Louvet Patrick Vibert-Vichet Jacques Taborski Jean-Jacques Martigne Olivier Pons Bernard Chevalier Jean-Pierre Huguet-Balent | acht (m)        | 6e        | serie 1: 4de in 5.59,81 herkansingen: 5de in 6.18,71 finale: 6de in 5.49,52                                  |
| |                 |           | |
| Laurence Hourdel | skiff (v)       | 13e       | serie 3: 5de in 4.00,27 herkansingen: 4de in 3.59,60                                                         |
| Évelyne Imbert Lydie Dubedat-Briero Christine Gossé Hélène Ledoux Patricia Couturier                                                                                 | dubbel-vier (v) | 5e        | serie 1: 2de in 3.18,88 herkansingen: 3de finale: 5de in 3.17,87                                             |

### Schermen
| Olympiër                                                                                           | Onderdeel       | Resultaat | Prestatie |
| -------------------------------------------------------------------------------------------------- | --------------- | --------- | --- |
| Philippe Boisse                                                                                    | degen (m)       | Goud      | 1ste ronde groep 5: 3de met 2 overwinningen kwartfinale groep 7: 1ste met 3 overwinningen halve finale groep 4: 1ste met 5 overwinningen finale: 1ste  |
| Olivier Lenglet                                                                                    | degen (m)       | 13e       | 1ste ronde groep 1: 1ste met 4 overwinningen kwartfinale groep 6: 1ste met 4 overwinningen halve finale groep 3: 4de met 3 overwinningen               |
| Philippe Riboud                                                                                    | degen (m)       | Brons     | 1ste ronde groep 11: 1ste met 4 overwinningen kwartfinale groep 8: 1ste met 5 overwinningen halve finale groep 1: 2de met 3 overwinningen finale: 3de  |
| Philippe Boisse Jean-Michel Henry Olivier Lenglet Philippe Riboud Michel Salesse                   | degen team (m)  | Zilver    | 1ste ronde groep 1: 1ste met 2 overwinningen finale: 2de                                                                                               |
| Pascal Jolyot                                                                                      | floret (m)      | 33e       | 1ste ronde groep 4: 2de met 4 overwinningen kwartfinale groep 4: 4de met 1 overwinning                                                                 |
| Philippe Omnès                                                                                     | floret (m)      | 7e        | 1ste ronde groep 3: 2de met 4 overwinningen kwartfinale groep 3: 1ste met 4 overwinningen halve finale groep 1: 1ste met 4 overwinningen finale: 7de   |
| Frédéric Pietruszka                                                                                | floret (m)      | 4e        | 1ste ronde groep 8: 2de met 4 overwinningen kwartfinale groep 1: 2de met 3 overwinningen halve finale groep 4: 3de met 3 overwinningen finale: 4de     |
| Marc Cerboni Patrick Groc Pascal Jolyot Philippe Omnès Frédéric Pietruszka                         | floret team (m) | Brons     | 1ste ronde groep 3: 1ste met 2 overwinningen finale: 3de                                                                                               |
| Pierre Guichot                                                                                     | sabel (m)       | 5e        | 1ste ronde groep 6: 1ste met 3 overwinningen kwartfinale groep 5: 2de met 3 overwinningen halve finale groep 3: 1ste met 4 overwinningen finale: 5de   |
| Jean-François Lamour                                                                               | sabel (m)       | Goud      | 1ste ronde groep 2: 1ste met 5 overwinningen kwartfinale groep 2: 1ste met 4 overwinningen halve finale groep 2: 1ste met 5 overwinningen finale: 1ste |
| Hervé Granger-Veyron                                                                               | sabel (m)       | 4e        | 1ste ronde groep 4: 2de met 4 overwinningen kwartfinale groep 6: 1ste met 3 overwinningen halve finale groep 1: 2de met 4 overwinningen finale: 4de    |
| Philippe Delrieu Franck Ducheix Hervé Granger-Veyron Pierre Guichot Jean-François Lamour           | sabel team (m)  | Zilver    | 1ste ronde groep 1: 1ste met 3 overwinningen finale: 2de                                                                                               |
| |                 |           | |
| Véronique Brouquier                                                                                | floret (v)      | 5e        | 1ste ronde groep 6: 2de met 4 overwinningen kwartfinale groep 2: 2de met 3 overwinningen halve finale groep 4: 1ste met 4 overwinningen finale: 5de    |
| Brigitte Latrille-Gaudin                                                                           | floret (v)      | 8e        | 1ste ronde groep 3: 1ste met 5 overwinningen kwartfinale groep 6: 2de met 3 overwinningen halve finale groep 1: 4de met 3 overwinningen finale: 8ste   |
| Laurence Modaine-Cessac                                                                            | floret (v)      | 6e        | 1ste ronde groep 5: 1ste met 6 overwinningen kwartfinale groep 3: 2de met 3 overwinningen halve finale groep 2: 3de met 4 overwinningen finale: 6de    |
| Véronique Brouquier Brigitte Gaudin-Latrille Pascale Hachin-Trinquet Anne Meygret Laurence Modaine | floret team (v) | Brons     | 1ste ronde groep 1: 1ste met 2 overwinningen finale: 3de                                                                                               |

### Schietsport
| Olympiër           | Onderdeel                  | Resultaat | Prestatie                          |
| ------------------ | -------------------------- | --------- | ---------------------------------- |
| Nicolas Berthelot  | 10m luchtgeweer (m)        | 4e        | 585 punten: (98-97-97-96-97-100)   |
| Philippe Heberlé   | 10m luchtgeweer (m)        | Goud      | 589 punten: (98-97-99-99-99-97)    |
| Jean-Pierre Amat   | 50m geweer 3 houdingen (m) | 7e        | 1150 punten: (393-382-375)         |
| Michel Bury        | 50m geweer 3 houdingen (m) | 10e       | 1147 punten: (399-375-373)         |
| Jean-Pierre Amat   | 50m geweer liggend (m)     | 11e       | 593 punten: (98-99-100-98-100-98)  |
| Michel Bury        | 50m geweer liggend (m)     | Zilver    | 596 punten: (99-100-99-100-98-100) |
| Philippe Cola      | 50m pistool (m)            | 6e        | 559 punten: (89-88-94-95-95-98)    |
| David Abibssira    | 50m bewegend doel (m)      | 21e       | 552 punten: (286-266)              |
| Jean-Luc Tricoire  | 50m bewegend doel (m)      | 10e       | 575 punten: (287-288)              |
|                    |                            |           |                                    |
| Yvette Courault    | 10m luchtgeweer (v)        | 5e        | 386 punten: (97-97-98-94)          |
| Françoise Decharne | 10m luchtgeweer (v)        | 11e       | 381 punten: (94-96-95-96)          |
| Yvette Courault    | 50m geweer 3 houdingen (v) | 23e       | 553 punten: (193-184-176)          |
| Dominique Esnault  | 50m geweer 3 houdingen (v) | 16e       | 563 punten: (197-183-183)          |
| Evelyne Manchon    | 25m pistool (v)            | 9e        | 577 punten: (97-94-96-94-99-97)    |
|                    |                            |           |                                    |
| Élie Pénot         | skeet                      | 29e       | 188 punten                         |
| Stéphane Tyssier   | skeet                      | 19e       | 191 punten                         |
| Jean Ané           | trap                       | 22e       | 181 punten                         |
| Michel Carrega     | trap                       | 5e        | 190 punten                         |

### Schoonspringen
| Olympiër       | Onderdeel    | Resultaat | Prestatie                         |
| -------------- | ------------ | --------- | --------------------------------- |
| Claire Izacard | 3m plank (v) | 17e       | voorronde: 17de met 403,17 punten |

### Synchroonzwemmen
| Olympiër                      | Onderdeel | Resultaat | Prestatie                                                           |
| ----------------------------- | --------- | --------- | ------------------------------------------------------------------- |
| Muriel Hermine                | solo      | 7e        | kwalificatie: 7de met 179,534 punten finale: 7de met 180,534 punten |
| Pascale Besson Muriel Hermine | duet      | 7e        | kwalificatie: 7de met 176,309 punten finale: 7de met 176,709 punten |

### Turnen
| Olympiër                                                                               | Onderdeel                | Resultaat | Prestatie                                                              |
| Ritmisch                                                                               | Ritmisch                 | Ritmisch  | Ritmisch                                                               |
| -------------------------------------------------------------------------------------- | ------------------------ | --------- | ---------------------------------------------------------------------- |
| Benedicte Augst                                                                        | individuele meerkamp (v) | 21e       | kwalificatie: 21ste met 35,920 punten                                  |
| Turnen                                                                                 |                          |           |                                                                        |
| Philippe Vatuone                                                                       | vloer (m)                | Brons     | kwalificatie: 4de met 19,70 punten finale: 3de met 19,700 punten       |
| Jean-Luc Cairon                                                                        | paard met bogen (m)      | 5e        | kwalificatie: 6de met 19,60 punten finale: 5de met 19,700 punten       |
| Laurent Barbiéri                                                                       | individuele meerkamp (m) | 34e       | kwalificatie: 34ste met 115,30 punten                                  |
| Michel Boutard                                                                         | individuele meerkamp (m) | 59e       | kwalificatie: 59ste met 113,25 punten                                  |
| Jean-Luc Cairon                                                                        | individuele meerkamp (m) | 15e       | kwalificatie: 22ste met 116,10 punten finale: 15de met 116,000 punten  |
| Jacques Def                                                                            | individuele meerkamp (m) | 41e       | kwalificatie: 41ste met 114,85 punten                                  |
| Joël Suty                                                                              | individuele meerkamp (m) | 20e       | kwalificatie: 31ste met 115,50 punten finale: 20ste met 115,500 punten |
| Philippe Vatuone                                                                       | individuele meerkamp (m) | 22e       | kwalificatie: 32ste met 115,45 punten finale: 22ste met 115,025 punten |
| Laurent Barbiéri Michel Boutard Jean-Luc Cairon Jacques Def Joël Suty Philippe Vatuone | meerkamp team (m)        | 6e        | 578,25 punten                                                          |
|                                                                                        |                          |           |                                                                        |
| Florence Laborderie                                                                    | individuele meerkamp (v) | 28e       | kwalificatie: 53ste met 73,15 punten finale: 28ste met 74,175 punten   |
| Corinne Ragazzacci                                                                     | individuele meerkamp (v) | 32e       | kwalificatie: 63ste met 71,60 punten finale: 32ste met 73,250 punten   |

### Voetbal
| Olympiër | Onderdeel | Resultaat | Prestatie |
| --- | --------- | --------- | --- |
| William Ayache Michel Bibard Michel Bensoussan Dominique Bijotat François Brisson Patrick Cubaynes Patrice Garande Philippe Jeannol Guy Lacombe Jean-Claude Lemoult Jean-Philippe Rohr Albert Rust Didier Sénac Jean-Christophe Thouvenel José Touré Daniel Xuereb Jean-Louis Zanon | mannen    | Goud      | groep A: 1ste G van Qatar: 2-2 W van Noorwegen: 2-1 G van Chili: 1-1 kwartfinale: W van Egypte: 2-0 halve finale: W van Joegoslavië: 4-2 finale: W van Brazilië: 2-0 |

| Groep A |           |             |             |             |             |            |            |            |        |
| #       | Land      | Wedstrijden | Wedstrijden | Wedstrijden | Wedstrijden | Doelpunten | Doelpunten | Doelpunten | Punten |
| #       | Land      | G           | W           | G           | V           | V          | T          | Saldo      | Punten |
| 1       | Frankrijk | 3           | 1           | 2           | 0           | 5          | 4          | +1         | 4      |
| 2       | Chili     | 3           | 1           | 2           | 0           | 2          | 1          | +1         | 4      |
| 3       | Noorwegen | 3           | 1           | 1           | 1           | 3          | 2          | +1         | 3      |
| 4       | Qatar     | 3           | 0           | 1           | 2           | 2          | 5          | -3         | 1      |

| Ronde        | Datum     | Plaats    | Land | Score       | Land |
| ------------ | --------- | --------- | ---- | ----------- | ---- |
| Groepsfase   |           |           |      |             |      |
| 29 juli      | Annapolis | Frankrijk | 2-2  | Qatar       |      |
| 31 juli      | Boston    | Noorwegen | 1-2  | Frankrijk   |      |
| 2 augustus   | Annapolis | Chili     | 1-1  | Frankrijk   |      |
| Kwartfinale  |           |           |      |             |      |
| 5 augustus   | Pasadena  | Frankrijk | 2-0  | Egypte      |      |
| Halve finale |           |           |      |             |      |
| 8 augustus   | Pasadena  | Frankrijk | 4-2  | Joegoslavië |      |
| Finale       |           |           |      |             |      |
| 11 augustus  | Pasadena  | Frankrijk | 2-0  | Brazilië    |      |

### Wielersport
| Olympiër                                                               | Onderdeel                     | Resultaat | Prestatie |
| Baan                                                                   | Baan                          | Baan      | Baan |
| ---------------------------------------------------------------------- | ----------------------------- | --------- | --- |
| Franck Dépine                                                          | sprint (m)                    | 11e       | serie 9: 1ste in 11,49 2de ronde: V van ARG Iannone 2de ronde herkansingen: W van BAR Pile: 11,62 3de ronde: V van JPN Sakamoto 3de ronde herkansingen: 3de                                       |
| Philippe Vernet                                                        | sprint (m)                    | 4e        | serie 4: 1ste in 11,31 2de ronde: W van MAS Alwi: 10,94 3de ronde: 1ste in 11,31 kwartfinale: W van FRG Schmidtke: 2-0 halve finale: V van USA Vails: 0-2 bronzen finale: V van JPN Sakamoto: 0-2 |
| Fabrice Colas                                                          | tijdrit (m)                   | Brons     | 1.06,65 |
| Didier Garcia                                                          | puntenkoers (m)               | 12e       | serie 2: 3de met 6 punten finale: 12de met 13 punten |
| Éric Louvel                                                            | puntenkoers (m)               | DNF       | serie 1: 11de met 9 punten finale: niet gefinisht |
| Éric Louvel                                                            | individuele achtervolging (m) | 25e       | kwalificatie: 25ste in 5.01,52 |
| Pascal Robert                                                          | individuele achtervolging (m) | 5e        | kwalificatie: 2de in 4.46,51 serie 7: W van NZL Cuff: 4.47,94 kwartfinale: V van FRG Gölz: gedubbeld                                                                                              |
| Didier Garcia Éric Louvel Pascal Potié Pascal Robert                   | ploegenachtervolging (m)      | 5e        | kwalificatie: 6de in 4.30,54 kwartfinale: V van Bondsrepubliek Duitsland: 4.30,28 |
| Weg                                                                    |                               |           | |
| Daniel Amardeilh                                                       | wegwedstrijd (m)              | 28e       | 5:11.43 |
| Philippe Bouvatier                                                     | wegwedstrijd (m)              | 29e       | 5:11.43 |
| Claude Carlin                                                          | wegwedstrijd (m)              | DNF       | niet gefinisht |
| Denis Pelizzari                                                        | wegwedstrijd (m)              | DNF       | niet gefinisht |
| Jean-François Bernard Philippe Bouvatier Thierry Marie Denis Pelizzari | ploegentijdrit (m)            | 6e        | 2:05.31 |
|                                                                        |                               |           | |
| Dominique Damiani                                                      | wegwedstrijd (v)              | 14e       | 2:13.28 |
| Marielle Guichard                                                      | wegwedstrijd (v)              | 20e       | 2:13.28 |
| Jeannie Longo                                                          | wegwedstrijd (v)              | 6e        | 2:12.35 |
| Cécile Odin                                                            | wegwedstrijd (v)              | 11e       | 2:13.28 |

### Worstelen
| Olympiër               | Onderdeel   | Resultaat   | Prestatie |
| Vrije stijl            | Vrije stijl | Vrije stijl | Vrije stijl |
| ---------------------- | ----------- | ----------- | --- |
| Thierry Bourdin        | -52kg (m)   | 15e         | groep A: 8ste V van TUR Seyhanli: 0,5-3,5 V van FRG Niebler: 1-3                                                                      |
| Gérard Santoro         | -62kg (m)   | 8e          | groep B: 4de W van ARG Navarrete: 3,5-0,5 W van BOL Camacho: 3,5-0,5 V van ITA La Bruna: 1-3 V van AUS Brown: 0-3,5                   |
| Eric Brulon            | -68kg (m)   | 11e         | groep B: 6de V van KOR You: 0-4 W van PER Valladares: 4-0 V van IND Singh: 1-3                                                        |
| Grieks-Romeins         |             |             | |
| Jean-Pierre Chambellan | -52kg (m)   | 11e         | groep A: 6de V van KOR Bang: 0-4 V van JPN Miyahara: 0-4                                                                              |
| Patrice Mourier        | -57g (m)    | 11e         | groep B: 6de V van ROU Zamfir: 1-3 V van KOR Park: 0-4                                                                                |
| Gilles Jalabert        | -62kg (m)   | 9e          | groep A: 5de W van CAN Yeats: 3-0 W van ARG Navarrete: 4-0 V van FRG Gabriel: 0-4 V van SWE Johansson: 1-3                            |
| Martial Mischler       | -74kg (m)   | 6e          | groep A: 3de W van LIB Awarke: 4-0 W van JPN Mukai: 4-0 V van KOR Kim: 1-3 V van SWE Tallroth: 0-3,5 5-6de plek: V van YUG Kasap: 1-3 |
| Jean-François Court    | -90kg (m)   | 5e          | groep B: 3de W van AUT Marx: 3,5-0,5 W van JPN Hase: 3-0 V van ROU Matei: 0-3 5-6de plek: W van GRE Pozidis: 3-1                      |

### Zeilen
| Olympiër                                     | Onderdeel       | Resultaat | Prestatie                            |
| -------------------------------------------- | --------------- | --------- | ------------------------------------ |
| Gildas Guillerot                             | windglider (m)  | 4e        | 52,4 punten: (DSQ-6-5-16-3-1-2)      |
|                                              |                 |           |                                      |
| Luc Choley                                   | finn            | 17e       | 124,0 punten: (12-21-22-17-12-12-14) |
| Thierry Peponnet Luc Pillot                  | 470             | Brons     | 49,4 punten: (2-9-14-8-3-1-6)        |
| Laurent Delage Thierry Poirey                | flying dutchman | 12e       | 93,0 punten: (4-10-9-15-11-13-12)    |
| Yves Loday Bernard Pichery                   | tornado         | 8e        | 81,0 punten: (DSQ-1-9-10-9-10-13)    |
| Patrick Haegeli Michel Audoin Philippe Massu | soling          | 14e       | 110,7 punten: (DNF-14-16-6-8-DSQ-8)  |

### Zwemmen
| Olympiër                                                         | Onderdeel             | Resultaat | Prestatie                                                |
| ---------------------------------------------------------------- | --------------------- | --------- | -------------------------------------------------------- |
| Stéphan Caron                                                    | 100m vrije slag (m)   | 6e        | serie 3: 1ste in 51,13 finale: 6de in 50,70 (NR)         |
| Franck Iacono                                                    | 400m vrije slag (m)   | 6e        | serie 5: 2de in 3.55,07 finale: 5de in 3.54,58 (NR)      |
| Franck Iacono                                                    | 1500m vrije slag (m)  | 6e        | serie 2: 2de in 15.27,27 finale: 5de in 15.26,96 (NR)    |
| Frédéric Delcourt                                                | 100m rugslag (m)      | 6e        | serie 4: 3de in 58,22 finale B: gediskwalificeerd        |
| Frédéric Delcourt                                                | 200m rugslag (m)      | Zilver    | serie 5: 2de in 2.02,59 finale: 2de in 2.01,75 (NR)      |
| Christophe Deneuville                                            | 200m schoolslag (m)   | 21e       | serie 2: 3de in 2.24,54                                  |
| Thierry Pata                                                     | 200m schoolslag (m)   | 10e       | serie 7: 3de in 2.20,04 finale B: 2de in 2.20,05         |
| Stéphan Caron Laurent Neuville Dominique Bataille Bruno Lesaffre | 4x100m vrije slag (m) | 6e        | serie 2: 2de in 3.24,68 (NR) finale: 6de in 3.24,63 (NR) |
| Pierre Andraca Dominique Bataille Michel Pou Stéphan Caron       | 4x200m vrije slag (m) | 8e        | serie 1: 3de in 7.27,40 (NR) finale: 8ste in 7.30,16     |
| Frédéric Delcourt Thierry Pata Xavier Savin Stéphan Caron        | 4x100m wisselslag (m) | 10e       | serie 1: 3de in 3.50,75                                  |
|                                                                  |                       |           |                                                          |
| Sophie Kamoun                                                    | 100m vrije slag (v)   | 13e       | serie 1: 2de in 57,49 finale B: 5de in 57,81             |
| Laurence Bensimon                                                | 200m vrije slag (v)   | 19e       | serie 1: 3de in 2.06,61                                  |
| Laurence Bensimon                                                | 800m vrije slag (v)   | 15e       | serie 2: 5de in 9.01,75                                  |
| Catherine Poirot                                                 | 100m schoolslag (v)   | Brons     | serie 2: 1ste in 1.10,69 (NR) finale: 3de in 1.10,70     |
| Laurence Bensimon                                                | 200m wisselslag (v)   | 16e       | serie 1: 3de in 2.24,34 finale B: 8ste in 2.27,13        |
| Sophie Kamoun Carole Amoric Laurence Bensimon Véronique Jardin   | 4x100m vrije slag (v) | 8e        | serie 1: 4de in 3.52,67 finale: 8ste in 3.52,15 (NR)     |

Algerije · Amerikaanse Maagdeneilanden · Andorra · Antigua en Barbuda · Argentinië · Australië · Bahama’s · Bahrein · Bangladesh · Barbados · België · Belize · Benin · Bermuda · Bhutan · Birma · Bolivia · Bondsrepubliek Duitsland · Botswana · Brazilië · Britse Maagdeneilanden · Canada · Centraal-Afrikaanse Republiek · Chili · China · Chinees Taipei · Colombia · Congo-Brazzaville · Costa Rica · Cyprus · Denemarken · Djibouti · Dominicaanse Republiek · Ecuador · Egypte · El Salvador · Equatoriaal-Guinea · Fiji · Filipijnen · Finland · Frankrijk · Gabon · Gambia · Ghana · Grenada · Griekenland · Groot-Brittannië · Guatemala · Guinee · Guyana · Haïti · Honduras · Hongkong · Ierland · IJsland · India · Indonesië · Irak · Israël · Italië · Ivoorkust · Jamaica · Japan · Joegoslavië · Jordanië · Kaaimaneilanden · Kameroen · Kenia · Koeweit · Lesotho · Libanon · Liberia · Liechtenstein · Luxemburg · Madagaskar · Malawi · Maleisië · Mali · Malta · Marokko · Mauritanië · Mauritius · Mexico · Monaco · Mozambique · Nederland · Nederlandse Antillen · Nepal · Nicaragua · Nieuw-Zeeland · Niger · Nigeria · Noord-Jemen · Noorwegen · Oeganda · Oman · Oostenrijk · Pakistan · Panama · Papoea-Nieuw-Guinea · Paraguay · Peru · Portugal · Puerto Rico · Qatar · Roemenië · Rwanda · Salomonseilanden · Samoa · San Marino · Saoedi-Arabië · Senegal · Seychellen · Sierra Leone · Singapore · Soedan · Somalië · Spanje · Sri Lanka · Suriname · Swaziland · Syrië · Tanzania · Thailand · Togo · Tonga · Trinidad en Tobago · Tsjaad · Tunesië · Turkije · Uruguay · Venezuela · Verenigde Arabische Emiraten · Verenigde Staten · Zaïre · Zambia · Zimbabwe · Zuid-Korea · Zweden · Zwitserland